# Roman Hogen
Roman Hogen (* 17. Dezember 1970 in Prag) ist ein ehemaliger tschechischer Fußballspieler.

## Karriere
Hogen begann mit dem Fußballspielen im Prager Stadtteil Satalice. In seiner Jugend spielte er außerdem für Sparta Prag, Meteor Prag, RH Domažlice und Škoda Pilsen, 1991 wurde der Stürmer von Chmel Blšany verpflichtet. Nach zwei Jahren in Blšany, zwischenzeitlich hatte der Angreifer Tests beim VfB Stuttgart absolviert, wurde Hogen in der Saison 1993/94 an den Erstligisten Viktoria Žižkov ausgeliehen, für den er aber nur drei Spiele bestritt. Die Möglichkeit, den Stürmer für anderthalb Millionen Kronen zu verpflichten, ließen die Prager ungenutzt, woraufhin ihn Chmel Blšany zurückbeorderte.
Wenig später hatte Sparta Prag Interesse an Hogen und war sich mit dem ehemaligen Jugendspieler einig, doch konnte man sich mit Blšany nicht über die Ablösesumme einigen. Im April 1994 meldete sich schließlich Slavia Prag und einigte sich nach mehreren Monaten Mitte Juli mit Hogens bisherigem Verein, der Spieler unterschrieb einen Dreijahresvertrag. 
Die folgenden anderthalb Jahre verbrachte der Angreifer bei Slavia Prag, mit dem er 1996 tschechischer Meister wurde. In der Meistersaison kam er nur auf fünf Spiele und kehrte in der Winterpause 1995/96 zu Chmel Blšany zurück. In der Zweitligasaison 1996/97 schoss Hogen elf Tore in 28 Spielen und wurde daraufhin auf Leihbasis vom 1. FC Nürnberg verpflichtet. Gleich am 1. Spieltag der 2. Bundesliga 1997/98 traf der Stürmer im Spiel gegen den FC Gütersloh, danach allerdings wurde er nur noch drei Mal eingewechselt. Nach einem Jahr beendete der Club das Missverständnis.
Hogen ging zurück in seine Heimat, Chmel Blšany spielte inzwischen in der 1. Liga des Landes. Im Spieljahr nach seiner Rückkehr traf Hogen neun Mal, doch dann ging seine Trefferquote stetig zurück, im Herbst 2000 wurde er an seinen alten Jugendverein, den Viertligisten Pragis Satalice ausgeliehen, um Spielpraxis zu bekommen. Nach wenigen Monaten kehrte Hogen nach Blšany zurück, in der Saison 2001/02 kam er immerhin noch auf acht Treffer. Im folgenden Jahr erzielte er in zehn Hinrundenspielen kein Tor und wechselte Anfang 2003, diesmal endgültig, zu Pragis Satalice, das sich am Saisonende aus der vierten Liga ab- und nur in der siebten Liga anmeldete. Im Jahr 2010 beendete er seine aktive Laufbahn.